# Леса Валуйского городского округа
Леса Валуйского городского округа — элемент географического ландшафта, один из основных естественных типов растительности лесостепной зоны на территории Валуйского городского округа. Спутниковые снимки показывают, что с 2011 по 2012 год площадь лесов не превышала 20 119 гектаров, из них под управлением лесничества по данным на 2017 год находятся 19 386 гектаров. В XVI веке местные урочища были частью крупного цельного лесного массива общей площадью примерно в 2368 км², который занимал территорию вдоль реки Оскол от Валуек до Нового Оскола. Вследствие неконтролируемых вырубок, развития экстенсивного сельского хозяйства и проблем с правовым регулированием к концу XIX века леса значительно сократились. В 1936 году лесистость территории стала увеличиваться, и посадки леса начали превосходить площадь вырубок. Лесные насаждения представлены главным образом дубравами. В них встречаются редкие листостебельные мхи и занесенный в Красную книгу России волчник алтайский (волчеягодник Софии). Есть свидетельства, что в лесах обитают лоси, поставленные на охрану, косули, волки, лисицы, а также внесённые в Красную книгу насекомые. Некоторые лесные урочища получили статус заказников и природных парков.

## Общая характеристика
Анализ спутниковых снимков, сделанных в рамках программы Landsat с 2011 по 2012 год, позволяет заключить, что лесистость Валуйского района, в границах которого сегодня располагается Валуйский городской округ, составляла 11,8 %. По другим данным, вероятно, завышенным, в 2013 году лесистость могла достигать 15,7 %. Такое соотношение лесов к площади территории характерно для лесостепной зоны, частью которой и являются местные леса.
Общая площадь, занятая лесами, включая лесные полосы, по некоторым оценкам может приближаться к 26 889 гектарам. В то же время по данным, полученным при анализе спутниковых снимков, совокупная площадь лиственных и хвойных лесов не превышает 20 119 гектаров. Значительная часть этих лесонасаждений — от 19 386 гектаров до 20 414 гектаров (в зависимости от принятых во внимание расчетов) — относится к Валуйскому лесничеству. Лесные массивы являются одними из наиболее крупных в Белгородской области.
C 1986 по 2012 год в округе наблюдалась положительная динамика площади хвойных лесов: они увеличились на 105,9 гектаров или на 6 %. В тот же период заметно снизились масштабы сплошных рубок лиственного леса. Площадь таких вырубок уменьшилась на 69,4 %, а это — в свою очередь — должно было привести к повышению среднего возраста лиственных лесов.

### Растительный мир
В дендрофлоре преобладает дуб черешчатый (лат. Quercus robur), чьи высокоствольные насаждения занимают площадь 8114 гектаров (или 41,9 % общего числа лесов), а низкоствольные — 8111 гектаров (41,8 %). Вторым по распространенности деревом остается сосна, которая растет, в частности, в урочище «Подмонастырская сосна». Занятая сосной площадь доходит до 1625 гектаров. Выделяются также относительно крупные насаждения ясеня (541 гектар), осины (461 гектар), вяза и других ильмовых (220 гектаров). Ольха черная (Alnus glutinosa) растет на площади в 104 гектара. К наименее значительным по размерам следовало бы отнести насаждения тополя, клёна, робинии ложноакациевой (Robinia pseudoacacia), березы и древовидной ивы. Встречается также липа сердцевидная (Tilia cordata). В подлеске растут кустарники бересклет бородавчатый (Euonymus verrucosus) и лещина обыкновенная (Corylus avellana). В травостое — сныть обыкновенная (Aegopodium podagraria), копытень европейский (Asarum europaeum), купена многоцветковая (Polygonatum multiflorum), крапива двудомная (Urtica dioica), гравилат городской (Geum urbanum), чистец лесной (Stachys sylvatica) и ландыш майский (Convallaria majalis).

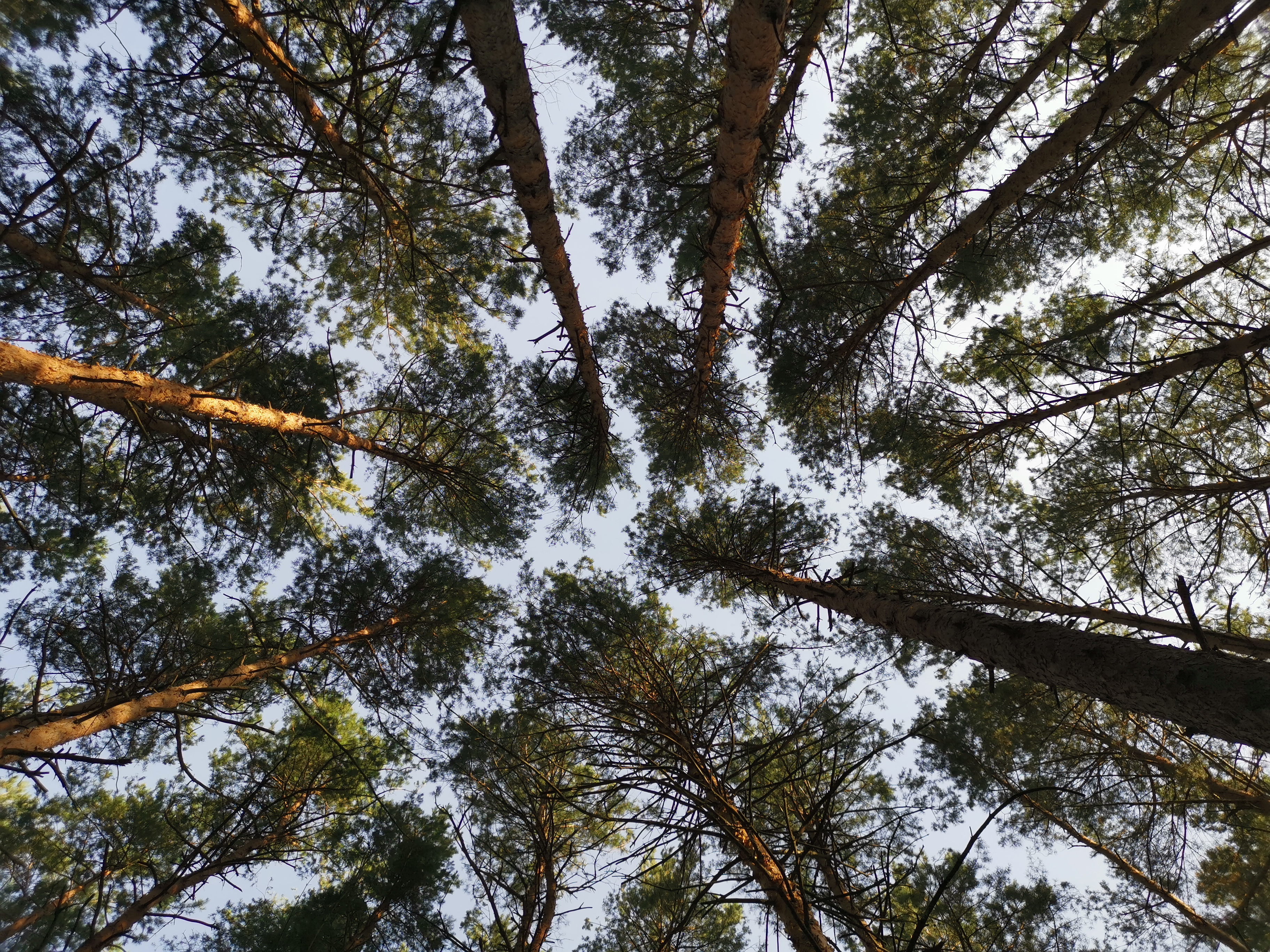
Сосны в урочище «Лука» около Двулучного

Виды растений, включённые в Красную книгу Белгородской области, представлены листостебельными мхами — дикранумом зелёным (Dicranum viride), который встречается в урочище «Жиров Лог» и растет на стволах деревьев в хорошо сохранившихся участках старовозрастных лесов, а также эвринхиумом узкоклеточным (Eurhynchium angustirete), обнаруженным в урочище «Городище» у села Конополяновка и предпочитающим сырые почвы дубрав. В светлых лесах и на опушках попадается любка двулистная (Platanthera bifolia), также внесенная в Красную книгу Белгородской области. В нагорной дубраве в Мандрово растет дремлик морозниковый, иначе называемый лесной чемерицей (Epipactis helleborine). Отдельного внимания заслуживает реликт волчник алтайский (Daphne altaica), находящийся под угрозой исчезновения, включенный в Красную книгу России и известный в Белгородской области под названием волчеягодник Софии. Он растет на меловых обнажениях Урочища «Борки», в дубраве «Лисья гора» около деревни Яблоново.
Глинистая почва нагорной дубравы урочища «Жиров Лог» является единственным в области местообитанием лишайника пельтигера окаймленная (Peltigera praetextata).

### Животный мир
По данным зимнего маршрутного учёта 2015 года лесные массивы Валуйского городского округа, наряду со Старооскольским и Шебекинским, являются одним из немногих мест обитания европейского лося (Alces alces) в Белгородской области: в тот момент его численность оценивалась в 19 особей. При этом численность лося сокращается, поэтому с 1994 года охота на него запрещена. С целью сохранить популяцию этого парнокопытного на территории городского округа, а также Волоконовского и Красногвардейского районов, был создан видовой заказник «Мандровский».

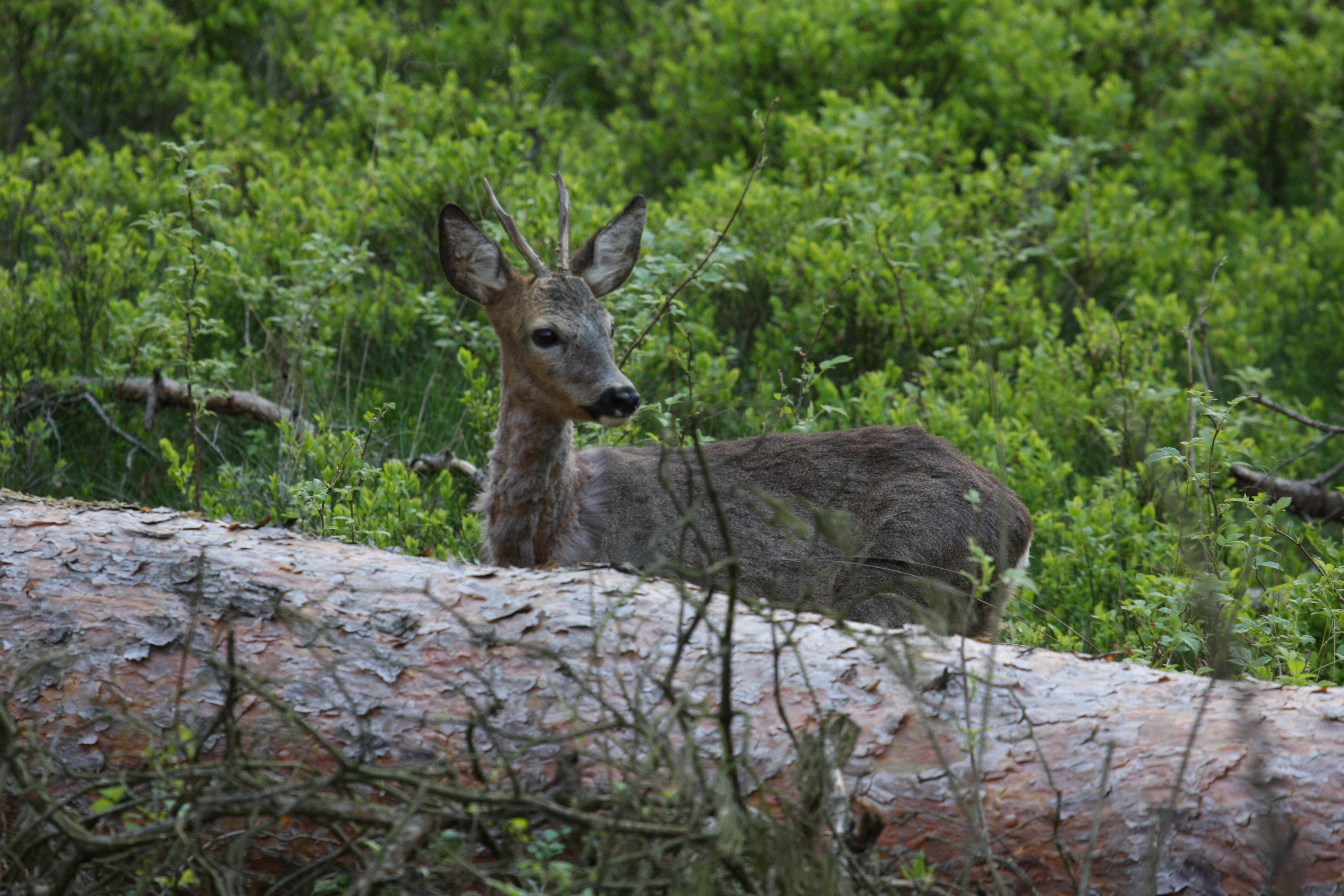
В местных лесах распространена европейская косуля

В округе обитает и европейская косуля (Capreolus capreolus), чья численность в 2015 году приближалась к 345 особям. Несмотря на наличие обширных дубрав, при учёте 2015 года не было обнаружено ни одного кабана. Судя по всему, кабаны появляются здесь лишь эпизодически, пересекая границу с Украиной, как это было в 2017 году, когда в южной части округа, вблизи хутора Нижние Мельницы, были найдены шесть трупов кабанов, погибших из-за африканской чумы свиней. На территории есть и другие млекопитающие, которые могут селиться в лесах или посещать их, — такие как лисица (168 особей), куница (152 особи), горностай (51 особь), хорь (9 особей). Тем не менее, перечисленные виды нельзя назвать преимущественно лесными, поскольку их кормовая база нередко находится в степной зоне.
Лесные массивы округа — единственные в области, где с 2009 по 2016 год наличие серого волка (Canis lupus lupus) подтверждалось непрерывно. Однако его численность минимальна: так, в 2015 году в рамках зимнего маршрутного учёта был зарегистрирован всего один волк. При такой низкой численности волк не может оказывать существенного влияния на популяции парнокопытных, и его экологическую нишу занимают бродячие собаки и лисицы. С 2013 года на всей территории области охота на волка запрещена, однако её вновь разрешат при росте численности.
В период до 2003 года в нагорных дубравах имели место единичные находки краснокнижного жука отшельника обыкновенного (Osmoderma eremita). До 2001 года встречалась бронзовка гладкая (Protaetia speciosissima). Основная угроза для этих жуков — сокращение площади коренных лесов, уничтожение старовозрастных деревьев. Удаление сухостоя становится причиной исчезновения блестящего муравья-древоточца (Camponotus fallax). Его последняя находка датируется 1999 годом. Он поставлен на охрану в дубраве «Лисья гора».

## Охраняемые территории
На территории Валуйского городского округа существуют 10 природных заказников и два природных комплексных ландшафтных заказника, а также два природных парка. При этом не все заказники расположены в лесной зоне. Например, охраняемые территории «Борки» и «Сниженные Альпы» представляют собой выступы мела и не включены в этот список. В то же время «Казинский заказник», который был создан для сохранения популяции степного млекопитающего, сурка-байбака, включает в себя множество небольших лесных урочищ. Всего же в Валуйском городском округе насчитывается больше 80 лесных урочищ разного размера, расположенных преимущественно по правому берегу реки Оскол.

### Комплексные ландшафтные заказники
| Название               | Площадь, га | Карта | Профиль и объекты охраны                                   | Прим.         |
| ---------------------- | ----------- | ----- | ---------------------------------------------------------- | ------------- |
| «Казинский заказник»   | 15 500      |       | Местообитание сурка-байбака.                               | [ 26 ] [ 27 ] |
| «Мандровский заказник» | 56 600      |       | Местообитание лося. Создание популяции европейского оленя. | [ 26 ] [ 28 ] |

### Природные заказники
| Название                                                                                                   | Площадь, га | Карта | Профиль и объекты охраны                                                                                        | Прим.                       |
| --- | ----------- | ----- | --- | --------------------------- |
| Урочище «Городище»                                                                                         | 121         |       | Место произрастания волчеягодника Софии.                                                                        | [ 29 ] [ 30 ] [ 31 ]        |
| Урочище «Жиров лог»                                                                                        | 68          |       | Место произрастания волчеягодника Софии.                                                                        | [ 29 ] [ 32 ] [ 31 ]        |
| Участок вблизи села Яблоново «Лисья гора»                                                                  | 3           |       | Место произрастания волчеягодника Софии. Местообитание Бронзовки гладкой, гадюки Никольского (Vipera nikolskii) | [ 29 ] [ 33 ] [ 31 ] [ 34 ] |
| Урочище «Лука»                                                                                             | 199         |       | Место произрастания Ландыша майского (Convallaria majalis).                                                     | [ 29 ] [ 35 ] [ 36 ]        |
| Урочища «Макатово I», «Макатово II», «Пристенские сосны», «Пушкарское», «Яблоновое», «Симоново — Яблочное» | 1143,6      |       | Насаждения в долине реки Валуй.                                                                                 | [ 29 ] [ 37 ] [ 36 ]        |
| Урочище «Октябрьское»                                                                                      | 152         |       | Место произрастания волчеягодника Софии.                                                                        | [ 29 ] [ 38 ] [ 31 ]        |
| Поселок Уразово (урочища «Доркино», «Лог», «Уразовские острова»)                                           | 43,91       |       | Рекреационная зона с зелеными насаждениями.                                                                     | [ 29 ] [ 39 ] [ 36 ]        |
| Урочище «Ямская лука»                                                                                      | 237         |       | Место произрастания ландыша майского.                                                                           | [ 29 ] [ 40 ] [ 36 ]        |

### Природные парки
| Название                        | Площадь, га | Карта | Профиль и объекты охраны | Прим.         |                 |    |  |                     |               |
| ------------------------------- | ----------- | ----- | ------------------------ | ------------- | --------------- | -- |  | ------------------- | ------------- |
| Название                        | Площадь, га | Карта | Профиль и объекты охраны | Прим.         | Урочище «Изрог» | 29 |  | Рекреационная зона. | [ 41 ] [ 42 ] |
| Урочище «Подмонастырская сосна» | 18          |       | Рекреационная зона.      | [ 41 ] [ 43 ] |                 |    |  |                     |               |

## Исторические сведения

Дуб господствовал в уезде в середине XIX века

В XVI веке по высокому правому берегу реки Оскол — от современных Валуек до Нового Оскола — простирался большой лесной массив. Современными исследователями его площадь оценивается примерно в 2368 квадратных километров.
Во время освоения Слобожанщины Московским царством в XVII веке лес был главным строительным материалом для валуйской крепости и других оборонительных сооружений. Трудоемкие лесозаготовки требовали участия всех жителей острога: так, после разорения города в 1633 году Яковом Остряниным валуйчане восстанавливали его своими силами, указывая в письме государю, что «лес на острожное дела возили на себе», так что «многия люди с Волуйки розбрелися розно в твои государевы украинные городы кормитца своею силою и роботою». Когда в 1645 году Алексей Михайлович отдал приказ местному воеводе Колтовскому распределить объём заготовок между жителями, выяснилось, что каждый валуйчанин в зависимости от сословной принадлежности должен был предоставить от 6 до 30 бревен, а в сумме на строительство полевых укреплений — сторожевых башен и надолб — требовалось 10 060 бревен. Постепенно люди осваивали дубравы, селясь на лесных полянах. При этом межеванию подлежали только территории дикого поля, тогда как лесные угодья оставались коллективной собственностью.
В середине XVIII века помещики жаловались на вырубку валуйского и полтавского лесов жителями других городов. Они обращали внимание на то, что упомянутые леса издавна были «отданы на довольствие всех валуйских и полтавских жителей», и размежевание участков не производилось, то есть лес не имел ясного правового статуса, не являясь ни государственной, ни частной собственностью. Уже в то время дворяне беспокоились о том, что лес мог исчезнуть при неконтролируемой вырубке посторонними людьми из соседних уездов, и предлагали запретить эту практику: «Если оные до основания опустошатся, то, как уже от тех городов в близости других лесов нет, всем тем валуйским и полтавским жителям и купить будет негде. И в таком случае соизволено бы было в порубке тех лесов для вывоза в уезды других городов учинить запрещение».
Поскольку до 1799 года леса являлись общественным достоянием, их более или менее бессистемно вырубали: по воспоминаниям крестьян, в ту эпоху дубовые кряжи продавали белгородским и другим промышленникам «за самую ничтожную цену целыми десятинами». После того как стало известно, что леса перейдут под государственный контроль, процесс обезлесения ускорился, поскольку крестьяне спешили заготовить для себя древесину. Государство не считало нужным закрепить право на частную собственность за всеми гражданами, из-за чего «ни крестьяне государственные, ни частные лица» не могли быть убеждены «в неотъемлемости прав своих на владение». Бывали случаи, когда «дача, сбереженная крестьянами, по решениям судебных мест присуждалась помещикам, и истреблялась ими совершенно».
В описании местных лесов, составленном в 1856 году, сообщалось, что «роскошная флора» Валуйского уезда была «несравненно богаче флоры других уездов, лежащих севернее, ближе к Воронежу». Деревья начинали цвести со второй половины апреля, и даже поздние весенние морозы, которые приходились на май, не оказывали на деревья существенного влияния. В уезде встречались лесонасаждения, достигшие 70-90 лет (в районе Белого Колодезя, Уразово и Казинки), однако они были скорее исключением, и средний возраст уездных лесов был значительно меньше — около 15 лет. Характерной чертой валуйских лесов середины XIX века было отсутствие берёзы и сосны. В местной флоре господствовали Дуб черешчатый (Quercus robur) и Лещина обыкновенная (Corylus avellana). Встречались  Ольха белая (Alnus incana), Осина обыкновенная (Populus tremula), Липа сердцевидная (Tilia cordata), Ясень высокий (Fraxinus excelsior), груши (Pyrus), рябины (Sorbus), яблони (Malus), а также клён трех видов — остролистный (Acer platanoides), полевой (Acer campestre) и татарский (Acer tataricum). Что касается кустарников, в уезде росли  Вишня степная (Prunus fruticosa), Тёрн (Prunus spinosa), различные виды боярышника, бузины, калины, крушины, бересклета, шиповника и дрока.
В качестве строевого материала местные жители использовали иву белую (лат. Salix alba) и козью (лат. Salix caprea), осину, дуб и белую ольху. Из осины также делали колья и оглобли. Вяз применяли в экипажном мастерстве, изготавливая из него ободья для колес. Хворост орешника использовали для плетней (плетеной изгороди), тогда как толстые стволы боярышника — при устройстве шестерни в водяных мельницах, а бересклет — для деревянных гвоздей и клиньев. Как следует из описания 1856 года, при управлении природными ресурсами крестьяне редко учитывали долгосрочные последствия массовых вырубок и взаимодействовали с лесами достаточно «нерасчетливо». Часто дубам не удавалось достичь размеров бревна, пригодного для строительства, поэтому дубовые кряжи приходилось везти из Курской губернии. Липу повсеместно вырубали для лыка, необходимого при изготовлении лаптей:
|  | …Здесь нельзя не обратить особенного внимания на чрезвычайно нерасчетливое обращение с липой. Из 15 деревец 8-ми и 10-летнего возраста выходит одна только пара лаптей, сто́ящая на месте не более 4 копеек серебром. Кроме того, самые лапти, вообще весьма неискусно здесь приготовляемые, чрезвычайно непрочны; — самые лучшие и дорогие не носятся более двух недель. |

Что касается плодовых деревьев, в середине XIX века в торговом отношении пользовались популярностью только грушевые деревья: крестьяне поставляли груши в Ростов и Таганрог. По данным на 1847 год в Валуйском уезде было несколько частных помещичьих садов (генерал-майорши Тарасовой, Ф. Б. Лопатинского и графа М. Д. Девиера), где росли яблони разных сортов. Так, в саду графа Девиера встречались апорты, антоновки, анисовки, белые и красные зимние, белые наливные и курские. Однако, как у садовых, так и у лесных яблок не было рынков сбыта, поэтому крестьяне и помещики собирали их преимущественно для внутреннего потребления.
В общем, целостность единых лесных массивов была окончательно нарушена в конце XVIII — первой половине XIX веков. Экстенсивные методы ведения сельского хозяйства привели к тому, что леса поглощались пашнями. Очередной пик лесосведения пришелся на 1850—1880 годы. Снижение лесистости было приостановлено к 1936 году, когда выделили специальную водоохранную зону, и посадки леса стали превосходить площадь вырубок. По некоторым данным, в 2013 году площадь лесов Валуйского городского округа была все же меньше, чем в XIX веке, хотя и больше, чем в 1953 году.